# Dooagh
Dooagh (iriska: Dumha Acha) är en ort i republiken Irland.   Den ligger i grevskapet Maigh Eo och provinsen Connacht, i den nordvästra delen av landet, 260 km väster om huvudstaden Dublin. Dooagh ligger 10 meter över havet och antalet invånare är 582.
Terrängen runt Dooagh är huvudsakligen kuperad, men den allra närmaste omgivningen är platt. Havet är nära Dooagh åt sydväst. Dooagh är det största samhället i trakten. Trakten runt Dooagh består i huvudsak av gräsmarker.